# Pherosphaera hookeriana
Espèce
Statut de conservation UICN

 NT  : Quasi menacé
Synonymes
- Dacrydium hookerianum (W. Archer bis) Eichler[2]
- Dacrydium hookerianum (W.Archer bis) Eichler[1]
- Dacyridium hookerianum (W.Archer) Eichler[3]
- Microstrobos hookerianus (W. Archer bis) S. Archang. & G. Del Fueyo[2]
- Microstrobos niphophilus J. Garden & L. A. S. Johnson, nom. inval.[4]
- Microstrobos niphophilus J. Garden & L.A.S. Johnson[2]
- Microstrobos niphophilus J.Garden & L.A.S.Johnson[1] [3]
- Pherosphaera niphophila (J.Garden & L.A.S.Johnson) Florin[1]
- Pherosphaera niphophila (J.Garden & LA.S.Johnson) Florin[3]

Pherosphaera hookeriana est une espèce de plantes de la famille des Podocarpaceae. C'est un buisson à feuillage persistant et dioïques. Cette espèce est endémique des montagnes de Tasmanie.